# Grill-féle Döntvénytár
A Grill-féle Döntvénytár egy 20. század eleji magyar jogi könyvsorozat. A Grill Károly Könyvkiadó Vállalata kiadásában Budapesten 1904 és 1910 között megjelent kötetek a következők voltak:
- I. kötet. Magánjog. I. Személyjog és dologjog. Dr. Almási Antal, dr. Kemény Andor, dr. Kenedi Géza, dr. Marschalkó János, dr. Meszlény Artur közreműködésével szerkesztik dr. Imling Konrád és dr. Lányi Bertalan. (VIII és 704 l.) 1904.
- II. köt. Magánjog. II. Családjog és kötelmi jog. R. Almási Antal, dr. Gaar Vilmos és Kovács Ödön közreműködésével szerkeszti dr. Imling Konrád. (VIII és 438, 439–1142 l.) 1906.
- III. kötet. Magánjog. III. Öröklési jog. Dr. Almási Antal közreműködésével szerkeszti dr. Imling Konrád. (IV. 593 l.) 1906. Vászonba Kötve. 1
- IV. kötet. Kereskedelmi jog. Dr. Baumgarten Nándor, dr. Gaár Vilmos, dr. Gold Simon, dr. Lévy béla, dr. Reichard Zsigmond közreműködésével szerkeszti dr. Beck Hugó. (6, 1327, 1 l.) 1905.
- V. kötet. Váltó-, csőd- és szabadalmi jog. Dr. Deutsch Izidor, dr. Gaár Vilmos és dr. Szász János közreműködésével szerkeszti dr. Beck Hugó. (X, 869 l.) 1906.
- VI. kötet. Polgári törvénykezés. I. Általános határozatok. Rendes eljárás. Sommás eljárás. (1868 LIV. t.-c. 1881. LIX. t.-cz 1893. XVIII. t.-c.) dr. Gaár Vilmos közreműködésével szerkesztették dr. Papp József és dr. Térfi Gyula. (XII, 759 l.) dr. Gaár 1905.
- VII. kötet. Örökösödési eljárás. Telekkönyvi rendtartás. Ügyvédi rendtartás. Közjegyzői rendtartás. Dr. Charmant Oszkár, dr. Eisler Zsigmond, dr. Gaár Vilmos, dr. RagályiLajos és Sólyom Andor közreműködésével szerkesztették dr. König Vilmos és dr. Térfi Gyula. (617 l.) 1906.
- VIII. Büntetőjog és bűnvádi eljárás. I. Büntetőtörvénykönyv a bűntettekről és vétségekről. (1878: V. t.-c.) Dr. Angyal Pál, dr. Balázs Elemér, dr. Heil Fausztin közreműködésével szerkeszti dr. Edvi Illés Károly. (VIII, 959 l.) 1905.
- IX. kötet. Büntetőjog és bűnvádi eljárás. II. Büntetőtörvénykönyv a kihágásokról. Melléktörvények vétségekről és kihágásokról. Sajtótörvény. Bűnvédi perrendtartás. Dr. Kenedi Géza és dr. Sántha Elemér közreműködésével szerkeszti dr. Edvi Illés Károly. (395 l.) 1906.
- X. kötet. Közjog és közigazgatás. Dr. Börcsök Andor, ifj. dr. Chorin Ferenc, dr. Gyomai Zsigmond, dr. Harrer Ferenc, dr. Heil Fausztin, dr. Marschalkó János, dr. Ragályi Lajos és dr. Térfi Gyula közreműködésével szerkeszti dr. Vavrik Béla. (540 l.) 1906.
- XI. kötet. 1904. Szerkesztik Grecsák Károly és dr. Gyomai Zsigmond. A büntetőjogi részt szerkesztette dr. Edvi Illés Károly. A magánjogi részt szerkesztette dr. Imling Konrád. A kereskedelmi-, váltó- és csődjogi részt szerkesztette dr. Beck Hugó. (4, 653, 1 l.) 1907.
- XII. kötet. 1905. Szerkesztik Grecsák Károly és dr. Gyomai Zsigmond. A büntetőjogi részt szerkesztette dr. Edvi Illés Károly. (2, 1024 l.) 1907.
- XIII. köt. 1906. Szerkesztik Grecsák Károly és dr. Gyomai Zsigmond. A büntetőjogi részt szerkesztette dr. Edvi Illés Károly. (2, 763 l.) 1908.
- XIV. köt. 1907. Szerkesztik Grecsák Károly és dr. Gyomai Zsigmond. A büntetőjogi részt szerkesztette dr. Edvi Illés Károly. (4, 807 l.) 1909.
- XV. kötet. 1908. Szerkesztik Grecsák Károly és dr. Gyomai Zsigmond. A büntetőjogi részt szerkesztette dr. Edvi Illés Károly. (4, 929 l.) 1909.
- XVI. kötet. 1909. Szerkesztik Grecsák Károly és dr. Sándor Aladár. A büntetőjogi részt szerkesztette dr. Edvi Illés Károly. (4, 882, 2 l.) 1910.